# Estrandia
Estrandia grandaeva es una especie de araña araneomorfa de la familia Linyphiidae. Es el único miembro del género monotípico Estrandia.

## Distribución
Se encuentra en la zona holártica.  